# Dakotaterritoriet
Dakotaterritoriet (engelska: Dakota Territory) var ett amerikanskt territorium. Det existerade under perioden 2 mars 1861-2 november 1889, då det delades upp i de amerikanska delstaterna North Dakota och South Dakota.

## I populärkultur
Många westernberättelser utspelar sig här.